# Kanafosty
Kanafosty lub Kalnofosty (ukr. Канафости) – wieś na Ukrainie w rejonie samborskim obwodu lwowskiego.

## Historia
Pod koniec XIX w. wieś w powiecie rudeckim.